# Балл (Ирландия)
Балл (Бал; англ. Balla [bɑːl]; ирл. Balla, Балла) — деревня в Ирландии, находится в графстве Мейо (провинция Коннахт).

## Демография
Население — 586 человек (по переписи 2006 года). В 2002 году население составляло 443 человек.
Данные переписи 2006 года:
| Общие демографические показатели |               |                               |                               |      |      |
| Всё население                    | Всё население | Изменения населения 2002—2006 | Изменения населения 2002—2006 | 2006 | 2006 |
| 2002                             | 2006          | чел.                          | %                             | муж. | жен. |
| 443                              | 586           | 143                           | 32,3                          | 282  | 304  |